# Powerful Radio パワラジ!
『Powerful Radio パワラジ!』（パワフルラジオ パワラジ）は、エフエム香川（FM香川）で2000年10月2日から2009年3月31日まで放送されていたラジオ番組である。
当初は25分枠の番組であったが、2001年4月に放送枠を80分にまで拡大。そして2003年4月からは、毎週月曜 - 木曜 11時30分 - 12時55分（日本標準時）に放送の85分番組となる。
月曜・火曜のパーソナリティは、番組スタート時から一貫して中村千秋が務めていた。水曜・木曜のパーソナリティは、当初は千葉むつみが務めていたが、2003年4月からはこちらも中村が担当するようになった。

## 出演者
| 期間      | 期間      | 月曜・火曜 | 水曜・木曜 |
| --------- | --------- | ---------- | ---------- |
| 2000.10.2 | 2003.3.27 | 中村千秋   | 千葉むつみ |
| 2003.3.31 | 2009.3.31 | 中村千秋   | 中村千秋   |

## コーナー
happy happy birthday!
リスナーが大切に思っている人の誕生日やリスナー自身の誕生日を祝福するコーナー。対象者に向けて投稿されたバースデーメッセージや誕生日でのエピソードなどを、その日の担当パーソナリティが読み上げる。対象者の誕生日が金曜・土曜・日曜であった場合には、その前後の日に読み上げる。コーナー提供：ハタダ。
セピアなひととき
音楽リクエストのコーナー。1960年代・70年代のヒット曲の中から、リスナーそれぞれの思い出に残る曲のリクエストを受け付ける。